# 格拉西比尤特 (北達科他州)
格拉西比尤特（英語：Grassy Butte）是位於美國北達科他州麥肯齊縣的非建制地區。

## 歷史
格拉西比尤特的郵局自1913年營運至今。

## 地理
格拉西比尤特所處的海拔為高於海平面811米（即2661英呎），而該地所採用的時區為UTC-7，即北美山地时区（MST）。同時該地設有夏令時間，為UTC-7調快一小時，即UTC-6（MDT）。